# Station Recław
Station Recław is een spoorwegstation in de Poolse plaats Recław.